# 男一匹ガキ大将
『男一匹ガキ大将』（おとこいっぴきガキだいしょう）は、本宮ひろ志による日本の漫画、およびそれを原作としたテレビアニメ、実写映画。男気のあるガキ大将・戸川万吉（とがわ まんきち）がケンカを通じて次々に子分を増やしていき、ついには日本中の不良を従える総番にまで登りつめ日本を動かす男となる物語。

## 概要
集英社の漫画雑誌『少年ジャンプ』（1969年より『週刊少年ジャンプ』に改名）にて1968年11号から1973年13号まで連載。単行本はジャンプ・コミックス全20巻、集英社漫画文庫版全20巻、JCDX全12巻、集英社文庫コミック版全7巻（後半部未収録、後述）。
『父の魂』の休載に伴う穴埋めとして連載を開始し、永井豪の『ハレンチ学園』とともに、少年誌としては後発の『週刊少年ジャンプ』を一躍人気少年誌に押し上げた作品である。作者である本宮のグラビア特集なども『週刊少年ジャンプ』誌上に掲載され人気を博し、若い女性ファンが本宮の仕事場にまで押しかける事態まで発生した。
本作に影響を受けた漫画家は多く、車田正美は本作を読み漫画家を志しオマージュ作の『男坂』を執筆。原哲夫は『猛き龍星』が本作のリメイクであると単行本で語っている。

## ストーリー
関西、西部の一漁村、西海（さいかい）村の中学生、戸川万吉はケンカに明け暮れる少年であったが、ある日、東京から療養に来ていた少女友子を、脱獄囚から救いだし、一躍ヒーローとなる。万吉のもとには次々と子分志願者が現れ、ケンカを挑んできた者もみな一本気で度胸満点の万吉にほれていき、子分の数は1000人にもふくらむ。
万吉は友子の両親の誘いにより上京する。しかし友子の父の経営する会社が水戸のおばばという乗っ取り屋にのっとられ、友子の父は資産をすべて失う。おばばより「これが大人のケンカじゃ」と返された万吉は相場師になることを決意、西海の子分たちがバイトで作った資金を元に、新工法住宅の開発を目指す昭和ハウスの株を買う。実験住宅を破壊せんとする他の業者たちから、万吉一家はそれを守りぬき、昭和ハウスの株は暴騰、万吉は大金を手に故郷西海に凱旋する。
しかし万吉を脅威になりかねぬ男と見てとった財界の黒幕、白川宇太郎が、万吉の抹殺に乗り出す。ときもおり、海苔の暴騰を促すため全国の産地に重油を流させていた白川の懐刀、仲台が、西海でも同じことをしたところ、大火事になり、それがばれて万吉に半殺しにされたことが利用され、万吉には逮捕状が出る。万吉は赤姫山に1000人の子分とともに立てこもり、警官隊にあらがうが、満足した万吉は結局出頭、特等少年院に入れられる。少年院では、謎の総部屋長、鬼頭の存在に翻弄されながらも、学びを得、早期出院する。
しかし早期出院は、万吉をつぶすための水戸のおばばの策略であった。万吉は西日本各地に子分たちを飛ばし、選り抜きの男たちを集めさせるが、そのあいだ、近づいてきたおばばの孫あゆみに骨抜きにされており、子分たちを捨て、あゆみとともに東京行きの列車に乗る。しかし鉄橋が落ち、列車は立ち往生、反対側から来る列車はブレーキが故障する。血を呼び覚まされた万吉は、ケンカ中の子分たちを集め、人海戦術の仮設橋を架けて列車を通す。それを見た各地方の親分たちも万吉に服す。
万吉は、全国の悪たれをまとめるため東進を開始。会津の堀田石松を中心にまとまった東日本側と富士の裾野で決戦を行う。万吉は不良に虐げられていた東日本の一般生徒を集めていたため、勝敗は決し、逆上した堀田の竹槍を腹に受けながらも、自分たち若者の潜在力と進むべき方向を皆に諭し、東日本の荒くれたちも万吉に服する。
全国の悪たれをまとめた万吉は水戸のおばばに宣戦布告、再び相場の世界に入り、待ち続けていてくれた友子と結婚する。三海電機をのっとるおばばの策略を見抜いた万吉は、一般株主を味方につけ、それをおばばに3倍の値段で買わせ、友子の父の会社を取り戻す。
直後、おばばが万吉に水戸屋を任せる遺言を残して急死する。おりしもアメリカの富豪コックベイラーが、中東で日本タンカーを反日ゲリラのしわざと見せかけて沈め、自国の石油を水戸屋の全株とひきかえに売り、日本征服の足掛かりにしようとしていた。それを見抜いた万吉は、水戸屋を継いで、その財力を使い、子分を差し向けてペルシャ湾のタンカーを日本に回航させると同時に、ベイラーのタンカーを東京湾に入れないように命じる。そのためベイラーの思惑通り国民の反感を買ってしまうが、タンカー船団はペルシャ湾での戦闘に勝ち、ベイラーの野望は打ち砕かれる。
子供が生まれようとしていたにもかかわらず、ペルシャ湾の戦闘で出た犠牲者へのつぐないのために死を選ぼうとした万吉だったが、実は生きていたおばばに諭され、さらに大きくならんと海外へと旅立つ。
半年後万吉が帰国すると、母、妻、息子は誘拐されていた。水戸屋の相続権をめぐり万吉に戦いを挑んできた水戸のおばばの孫息子、高志のしわざであった。万吉は、北海道に水戸屋の全事業を移して独立国にする高志の野望をつぶすと宣言、北海道で大ケンカが行われる。しかしそれは、北海道を一大工業地域とするための国の策略であり、本物の高志も別人であった。ケンカ中に傀儡の高志を国の暗殺者に殺された万吉は道庁に殴り込むが、万吉を捨てて高志についた佐々木がつぐないのために、万吉をかばって撃たれたうえ、国の黒幕たちを射殺する。のちにそのことはおばばによって証言され、万吉の無実は証明されるが、万吉はひとり旅に出る。 西海の家では、一度は離婚を切り出した友子が万吉の帰りをいつまでも待っている。

### ストーリーに関するエピソード
本宮自身は「富士裾野での決戦において、万吉がヤリに突き刺され完結」という原稿を残して逃亡したが、編集側の説得により「万吉が日本一のガキ大将」になった時点まで続け、連載を終了しようとした。当時人気絶頂だった本作をジャンプ編集部は終わらせることを許さず、無理矢理続きを描かされていたという。当時の担当編集者だった西村繁男は、原稿の最後に書かれていた「完」の文字とヤリに突き刺された体を独断で修正液をかけて消したと自著で語っている。その後、万吉と銀次が船出するシーン（ジャンプコミック版16巻）で一度連載を終了させたものの、次回作として連載された『武蔵』が不振に終わったため、連載を再開させられている。そのため、1995年に出た文庫版では本宮の「読み返す気になれない」という意向で後半は収録されることはなく、最終巻後書きで、未収録分を見たいなら古本屋を当たってほしい、と述べている。そのため、電子書籍でもジャンプコミックス版の11巻分までしか復刻されていない状況が長く続いていたが、2018年3月に連載開始50周年記念として12巻以降の電子書籍化が実現した。

## 番外編
番外編の読切作品が数作存在する。連載が一度終了した際の船出のシーンの後の船中での出来事（ニセ万吉の登場）のエピソード（ジャンプコミックス版16巻収録）、万吉の父親が若き日の頃のエピソード（ジャンプコミックス20巻収録）、そして愛読者大賞で描き下ろされた新作エピソード（JCDX版に収録）などがあるが、いずれも現行で出版されているバージョンでは読む事が不可能になっている。なお、愛読者大賞で描かれた新作エピソードは「富士の裾野での決戦」でストーリーが終了している事を前提にした続編で、本編から完全に枝分かれした内容となっている。また1976年頃の月刊少年ジャンプでも「永遠の名作シリーズ」という企画で「万吉一家の休日」という番外編が掲載されており、本編では既に死亡したはずのキャラクターも生存していたりと完全に繋がりのない作品となっている。こちらは同1977年5月大増刊号に再録もされているが、単行本には一度も収録されないまま今に至っている。

## 主要登場人物
戸川万吉（とがわ　まんきち）
主人公。ケンカっ早い暴れん坊ながら、人をひきつける魅力と、引っ張っていく力を持った少年。いつも高下駄をはいている。
久保銀次
万吉に徹底的にほれている一の子分で、終始行動をともにする。右目に黒の眼帯をしている。江戸っ子。
ラッパ
西海村でのもっとも古くからの万吉の子分。
戸川しずえ
万吉の母。早くに夫をなくし、女手ひとつで万吉を育てた。
岡野友子
当初車椅子で遠縁の西海村の網元のところに療養に来ていた。のち万吉と結婚し、息子億吉（おくきち）を生む。
海雲寺の和尚
万吉を叱咤、叱責、指南する西海村の寺の和尚。一見飄々とした老人だが、合気道の達人でもある。
綱村鉄次（つなむら　てつじ）
巨漢で、西海時代の万吉の大敵であったが、のち万吉に魅され子分になる。
水戸正江（みと　まさえ）
通称「水戸のおばば」。多くの企業を傘下におさめる水戸屋の会長。やり手の乗っ取り屋として恐れられている。
白川宇太郎（しらかわ　うたろう）
日本財界の巨頭。おばば同様、万吉を恐れている反面、買ってもいる。
坊谷津光五郎（ぼうやつ　みつごろう）
かつて相場師としてならした男。盟友を裏切ったため、自らこじきとなった。万吉の軍師となる。
三吉（さんきち）
相場の情報屋。光五郎とともに万吉の子分となる。
鬼頭政次（きとう　まさじ）
特等少年院を締める謎の総部屋長。万吉が唯一かぶとを脱いだ存在。
水戸あゆみ
水戸のおばばの孫娘。その美貌で万吉をたぶらかすが、そのうち本気で惚れる。万吉にふられたあと一度海外へ。
菊村大助
九州の荒くれを牛耳る鹿児島の親分。全国にいる万吉一家幹部28人の中では筆頭格。
ドクター佐々木
ケンカ自体は強くないが、頭脳と度胸は抜群で、常に強いと思うほうにつく参謀、仕掛け役の男。
水戸高志（みと　たかし）
突然現れた水戸のおばばの孫息子。あゆみの異父兄。やり手で「若」と慕われているが、正体不明のまま話が進む。

## テレビアニメ

### 解説
1969年9月29日 - 1970年3月28日まで日本テレビ系で放送。全156回（全26話）。カラー放送。『週刊少年ジャンプ』原作漫画としては初のアニメ作品となる。原作では主人公の戸川万吉もその出身地の西海村も関西弁であるが、アニメでは東京弁になっている。
2018年10月26日にベストフィールドから初ソフト化となるDVDBOXが発売される。
2011年、AT-Xで全話が放送された。2015年現在、@nifty：ShowTimeで全話がネット配信されている。

### スタッフ
- 企画 - 藤井賢祐
- プロデューサー - 三島宏夫、高橋修之、岩田弘（第1 - 30回）
- 演出 - 若林忠生
- 作画監督 - 金沢比呂司、山崎隆生、坂本次男
- 美術 - 椋尾篁
- 撮影 - 若林敬
- 編集 - 鶴渕友彰
- オーディオ演出 - 梓欣造
- 音響 - 小川正城
- 音楽 - 小山恭弘
- 効果 - 大平隆義
- 現像 - 東京現像所
- 録音 - 番町スタジオ
- 制作 - 日本テレビ、東京テレビ動画

### キャスト（声）
- 戸川万吉（声：富山敬）
- 万吉の母親（声：前田敏子）
- 久保銀次（声：井上真樹夫）
- 岡野友子（声：武藤礼子）
- ラッパ（声：野沢雅子）
- 海雲寺の和尚（声：雨森雅司）
- 水戸正江（声：肝付兼太）
- （ナレーション：青野武）

### 主題歌
いずれも発売元は東芝音楽工業（現：ユニバーサル ミュージック ジャパン）。
オープニングテーマ「男一匹ガキ大将」
作詞 - 森本浩史 / 作曲・編曲 - 広瀬健次郎 / 歌 - 宍倉正信
イメージソング「仲間達の歌」
作詞 - 森本浩史 / 作曲・編曲 - 広瀬健次郎 / 歌 - ザ・トラベラーズ

### 各話リスト
各週、月曜日から土曜日の10分枠で各話の第1回から第6回を放映。
放映フォーマットは毎週スタッフ名表記更新のオープニングと本編のみ。各回の個別スタッフ名は発表されていない。
| 回数      | 話数 | サブタイトル             | 脚本              |
| --------- | ---- | ------------------------ | ----------------- |
| 1 - 6     | 1    | 村一番のハッタリ野郎     | 山崎忠昭          |
| 7 - 12    | 2    | 傷だらけの英雄           | 雪室俊一 山崎忠昭 |
| 13 - 18   | 3    | 大将ツルツルテン         | 辻真先            |
| 19 - 24   | 4    | 決闘!180対1              | 布勢博一          |
| 25 - 30   | 5    | 水戸のババアがやってきた | 山崎忠昭          |
| 31 - 36   | 6    | 万吉泣きべそ勝負         | 雪室俊一          |
| 37 - 42   | 7    | 命をかけた大勝負         | 山崎忠昭          |
| 43 - 48   | 8    | 万吉のぼり双六           | 雪室俊一          |
| 49 - 54   | 9    | 乞食の中の男一匹         | 山崎忠昭          |
| 55 - 60   | 10   | 万吉東京へゆく           | 辻真先            |
| 61 - 66   | 11   | 万吉一家東京集合         | 雪室俊一          |
| 67 - 72   | 12   | 走れ!イダテンキッド      | 山崎忠昭          |
| 73 - 78   | 13   | おれは挑戦する           | 山崎忠昭          |
| 79 - 84   | 14   | 銀次出番                 | 布勢博一          |
| 85 - 90   | 15   | 死ぬか生きるか百万円     | 布勢博一          |
| 91 - 96   | 16   | 万吉荒野の決闘           | 辻真先            |
| 97 - 102  | 17   | 危うし!一千万円          | 山崎忠昭          |
| 103 - 108 | 18   | 集まれ!ぼんくらども      | 辻真先            |
| 109 - 114 | 19   | 夢にまで見た億万長者     | 布勢博一          |
| 115 - 120 | 20   | 万吉、故郷を救え!        | 山崎忠昭          |
| 121 - 126 | 21   | 復讐の炎                 | 布勢博一          |
| 127 - 132 | 22   | 決戦赤姫山               | 山崎忠昭          |
| 133 - 138 | 23   | 続・決戦赤姫山           | 布勢博一          |
| 139 - 144 | 24   | 万吉やぶれる             | 布勢博一          |
| 145 - 150 | 25   | 対決                     | 山崎忠昭          |
| 151 - 156 | 26   | 最後の対決               | 山崎忠昭          |

### 放送局
- 日本テレビ（制作局）
- 札幌テレビ放送
- 青森放送：土曜 18:00 - 18:30（30分枠で放送）[7]
- 宮城テレビ：月曜 - 金曜 17:40 - 17:50[8]
- 福島テレビ：日曜 9:00 - 9:30（30分枠で放送）[9]
- テレビ新潟 (1981年4月開局後に放送)
- テレビ信州（1980年10月開局時、平日の早朝枠にて放送）
- テレビ静岡：月曜 - 金曜 18:00 - 18:30（1978年3月14日 - 4月24日、30分枠で放送）[10]
  - 静岡けんみんテレビ：月曜 - 金曜 17:40 - 17:50(1979年3月頃より、10分枠で放送)[11]
- 名古屋テレビ放送
- 北日本放送
- 北陸放送：月曜 - 金曜 17:15 - 17:25[12]（本放送終了後は石川テレビでも放送[13]）
- 福井放送[14]
- 読売テレビ
- 日本海テレビ
- 広島テレビ放送
- 西日本放送
- 高知放送
- 福岡放送

## 映画版
- 1971年（昭和46年）3月6日公開、勝プロダクションが製作、大映と日活の合弁会社であるダイニチ映配が配給した。

### スタッフ
- 製作 : 勝新太郎、伊藤光雄、林万夫
- 企画 : 加賀義二
- 監督・脚本 : 村野鉄太郎
- 原作 : 本宮ひろ志
- 構成 : あづまぜんろく、ふじひでお、はやしまんぷ
- 撮影 : 吉岡康弘
- 照明 : 磯貝一
- 美術 : 渡辺竹三郎
- 編集 : 渡辺士郎
- 音楽 : 筒井広志
- 助監督 : 岡村精
- 製作担当 : 知久秀男 [15]
- 製作助手 : 服部正一
- スチール : 小笠原清
- 録音 : アオイスタジオ

### 配役
- 戸川万吉 酒井修
- 万吉の母親 春川ますみ
- 久保銀次 青山良彦
- 岡野ゴン太 樋浦勉
- 松川章太郎 九段吾郎
- 村田 後藤武彦
- 網元（林山） 早川雄三
- 岡野友子 木下トモコ
- 和尚 笠智衆
- ラッパ（万吉の子分）冷泉公裕
- ボサ 票津裕教
- 源氏（乞食）津川雅彦
- 平家 横尾忠則
- 水戸正江 武智豊子
- 坊谷津光五郎 勝新太郎

#### メインキャラ以外の出演
- 小島基行 - 子分1
- 野月かつや - 子分2
- 武田守正 - 子分3
- 原大作 - 子分4
- 飛田喜佐夫 - 教師
- 夏木章 - 駐在
- 伊東光一 - 有力者
- 横尾忠則 - 平家
- 森一夫 - 藤原
- 中山盛義 - 権の子分1
- 岡村善行 - 権の子分2
- 荒井正義 - 権の子分3
- 宮城孝 - 権の子分4
- 矢竹真一 - 権の子分5
- 賀川雅弘 - 権の子分6
- 前野霜一郎 - 権の子分7
- 里見潤 - 子分1
- 佐々木義信 - 子分2
- 渋谷健三 - 子分3
- 伊藤正治 - 子分4
- 矢代仁 - 子分5
- 木村亘 - 子分志望の中学生1
- 寺内直也 - 子分志望の中学生2
- 佐々木隆 - 子分志望の中学生3
- 石坂昭一 - 子分志望の中学生4
- 佐野隆夫 - 子分志望の中学生5
- 安館栄一 - 子分志望の中学生6
- 橋本力 - 犯人1
- 中原健 - 犯人2
- 本宮ひろ志

### データ
- 映倫番号 : 16518
- 公開当時の指定 : 一般映画

### イメージソング
- 「男一匹ガキ大将」
  - 作詞：本宮ひろ志、作曲：森晃三、編曲：葵まさひこ、歌：ブレーバー（森晃三、西尾哲）
  - シングル「男一匹ガキ大将/時間を下さい」EPIC/CBS・ソニーレコード（現：ソニー・ミュージックレーベルズ）、規格品番：EPDG-81005に収録